# Bantengan (Karanggede)
Bantengan is een bestuurslaag in het regentschap Boyolali van de provincie Midden-Java, Indonesië. Bantengan telt 3022 inwoners (volkstelling 2010).